# Škoda Slavia
Škoda Slavia — субкомпактний автомобіль, що випускається чеським виробником Škoda Auto з 18 листопада 2021 в Індії.
Він був представлений у листопаді 2021 року та випускається з 2022 року. Побудований на адаптованій для Індії платформі MQB A0 IN, автомобіль базується на седані Volkswagen Virtus. «Славія» прийшла на зміну «Рапід»у, що базувався на Volkswagen Polo.

## Історія

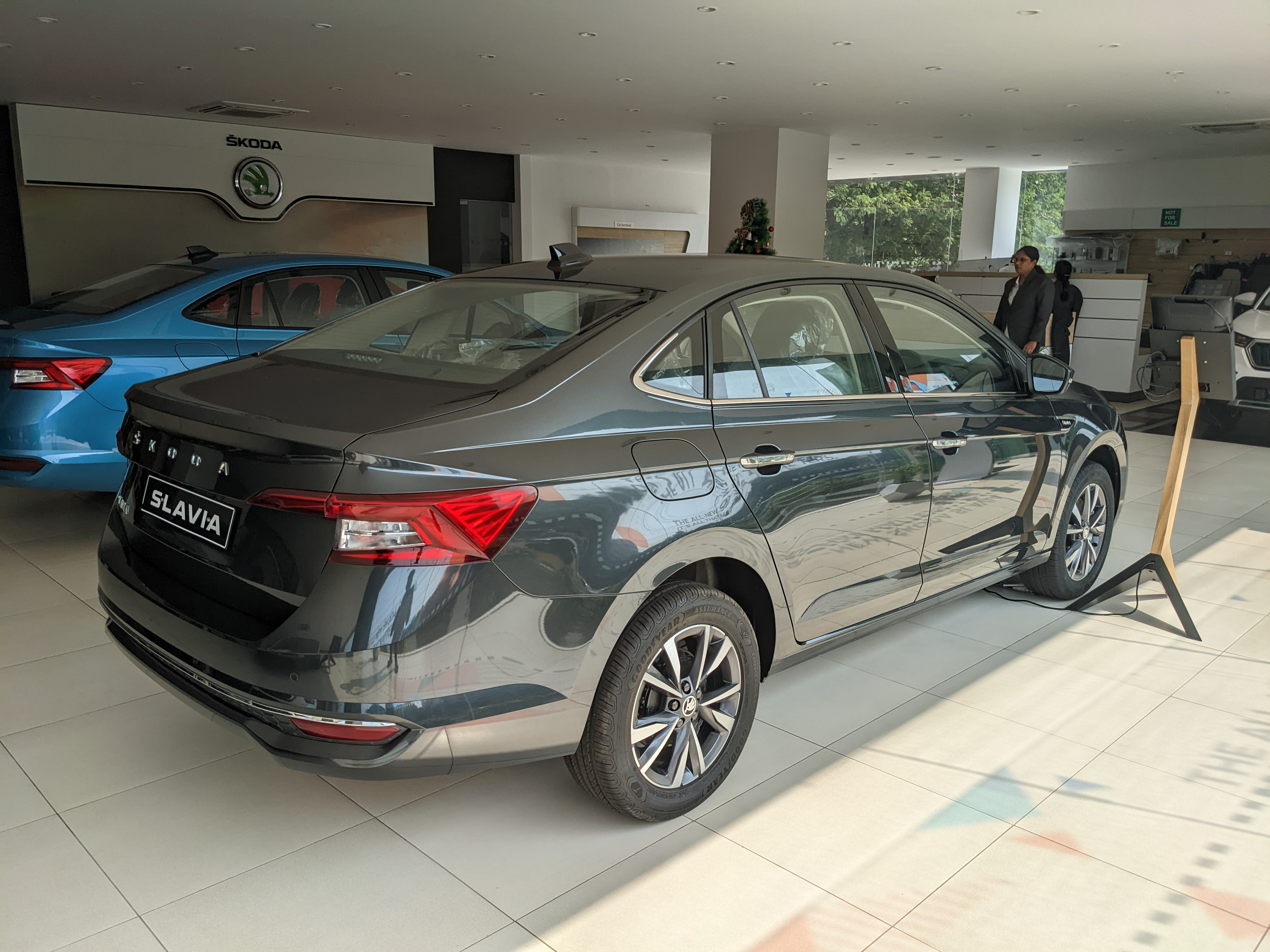
вид збоку

Вперше автомобіль Škoda Slavia було представлено 18 листопада 2021 року. На відміну від свого попередника, теж індійського Škoda Rapid, довжина розширена на 128 мм, ширина — на 53 мм, висота — на 20 мм, колісна база — на 98 мм. Автомобіль продається в Індії в модифікаціях Active, Ambition та Style. Серійно автомобіль виробляється з 2022 року.

## Технічні характеристики
| Бензинові двигуни внутрішнього згоряння | Бензинові двигуни внутрішнього згоряння | Бензинові двигуни внутрішнього згоряння | Бензинові двигуни внутрішнього згоряння | Бензинові двигуни внутрішнього згоряння |
| Модель                                  | Об'єм                                   | Потужність                              | Крутний момент                          | Трансмісія                              |
| --------------------------------------- | --------------------------------------- | --------------------------------------- | --------------------------------------- | --------------------------------------- |
| 1.0 TSI                                 | 999 см 3 (I3)                           | 115 л                                   | 175 Н*м                                 | 6-швидк. МКПП 6-швидк. АКПП             |
| 1.5 TSI                                 | 1498 см 3 (I4)                          | 150 л                                   | 250 Н*м                                 | 6-скор. МКПП 7-швидк. DSG               |

## Безпека
| рейтинг Global NCAP (2023)    |             |
| Дорослі пасажири              | 5/5 зірок   |
| Оцінка для дорослих пасажирів | 29.71/34.00 |
| Діти-пасажири                 | 5/5 зірок   |
| Оцінка для дітей-пасажирів    | 42.00/49.00 |